# ロングビーチ空港
ロングビーチ空港（英: Long Beach Airport） (IATA: LGBW, ICAO: KLGB, FAA LID: LGB) は、アメリカ合衆国カリフォルニア州のロングビーチにある空港。
ロサンゼルス大都市圏に点在する空港のひとつ。ロサンゼルス国際空港を筆頭に、ロサンゼルス/オンタリオ（カリフォルニア） (ONT)、ロサンゼルス/サンタアナ（オレンジ・カウンティー）(SNA)、ロサンゼルス/バーバンク(BUR)などが含まれる。

## 概要
ロングビーチ市街の北東、ロサンゼルス国際空港から30キロメートルほどの距離にある国内線用空港。隣接してマクドネル・ダグラスの工場があり、ボーイングとの合併後もボーイング717とC-17輸送機の生産が行われていた。
空港の周辺は住宅地のためロングビーチ市から厳しい発着制限が課されており、定期便は少ない。利用の8割はゼネラル・アビエーションである。2019年の旅客数は約358万人だった。1941年築のターミナルビルが現役である。

## 就航路線
(2022年8月現在)
| 航空会社             | 就航地 |
| -------------------- | --- |
| アメリカン・イーグル | フェニックス |
| サウスウエスト航空   | オークランド、オースティン、サクラメント、サンノゼ、シカゴ/MDW、セントルイス、ダラス、デンバー、ヒューストン、フェニックス、ホノルル、マウイ、ラスベガス、リノ |
| デルタ・コネクション | ソルトレイクシティ |
| ハワイアン航空       | マウイ、ホノルル |

## ロサンゼルス・メトロポリタン・エリアの空港の位置関係
ロサンゼルス大都市圏には、ロサンゼルス/LAX（LAX）、ロサンゼルス/オンタリオ（カリフォルニア） (ONT)、ロサンゼルス/サンタアナ（オレンジ・カウンティ）(SNA)、そして、ロサンゼルス/バーバンク(BUR)などの空港がある。